# Liste der Kulturdenkmale in Drausendorf

Lage des Ortsteils

In der Liste der Kulturdenkmale in Drausendorf sind die Kulturdenkmale des Zittauer Ortsteils Drausendorf verzeichnet, die bis April 2019 vom Landesamt für Denkmalpflege Sachsen erfasst wurden (ohne archäologische Kulturdenkmale). Die Anmerkungen sind zu beachten.

## Liste der Kulturdenkmale in Drausendorf
| Bild                                    | Bezeichnung                                                               | Lage                     | Datierung | Beschreibung | ID       |
| --------------------------------------- | ------------------------------------------------------------------------- | ------------------------ | --- | --- | -------- |
| Direkt Bild zu diesem Denkmal hochladen | Vorwerk, unter anderem sogenanntes Altes Herrenhaus des Zittauer Vorwerks | Dorfstraße 2, 2a (Karte) | 16. Jahrhundert (Herrenhaus); bezeichnet mit 1666 (Stallgebäude); bezeichnet mit 1786 (Bassin); 19. Jahrhundert (andere Gebäude); um 1910 (neues Wohnhaus) | Später auch Volksgut, regionalgeschichtlich, ortsgeschichtlich und baugeschichtlich von Bedeutung (seit Mitte 16. Jahrhundert im Besitz der Stadt Zittau, vorher im Besitz des Klosters Oybin), Bauten meist im Stil des Barock | 09272870 |
| Direkt Bild zu diesem Denkmal hochladen | Wohnstallhaus (Umgebinde) und Scheune                                     | Dorfstraße 5 (Karte)     | Vermutlich 2. Hälfte bis Ende 17. Jahrhundert | Baugeschichtlich, hausgeschichtlich und sozialgeschichtlich von Bedeutung, das Wohnhaus ein Umgebindehaus mit älterer Fachwerkkonstruktion, wohl ursprünglich Wohnung des Gutsschäfers                                          | 09272879 |
| Direkt Bild zu diesem Denkmal hochladen | Wohnstallhaus (Umgebinde)                                                 | Dorfstraße 15 (Karte)    | Vermutlich um 1800 | Baugeschichtlich, hausgeschichtlich und sozialgeschichtlich von Bedeutung, ein Umgebindehaus | 09272876 |
| Direkt Bild zu diesem Denkmal hochladen | Wohnstallhaus (Umgebinde)                                                 | Dorfstraße 17 (Karte)    | Vermutlich um 1800 | Baugeschichtlich, hausgeschichtlich und sozialgeschichtlich von Bedeutung, ein Umgebindehaus | 09272877 |
| Direkt Bild zu diesem Denkmal hochladen | Wohnstallhaus (Umgebinde)                                                 | Dorfstraße 18 (Karte)    | Vermutlich um 1800 | Baugeschichtlich, hausgeschichtlich und sozialgeschichtlich von Bedeutung, ein Umgebindehaus | 09272878 |
|                                         | Wohnstallhaus (Umgebinde) und Scheune                                     | Dorfstraße 21 (Karte)    | Vermutlich um 1800, im Kern älter | Baugeschichtlich, hausgeschichtlich und wirtschaftsgeschichtlich von Bedeutung, das Wohnhaus ein Umgebindehaus | 09272874 |
| Direkt Bild zu diesem Denkmal hochladen | Scheune eines ehemaligen Kleinbauernhofes (das Wohnhaus abgebrochen)      | Dorfstraße 24 (Karte)    | Vermutlich 18. Jahrhundert | Baugeschichtlich und wirtschaftsgeschichtlich von Bedeutung, ein Fachwerkbau | 09272872 |
|                                         | Wohnstallhaus (Umgebinde)                                                 | Dorfstraße 25 (Karte)    | Vermutlich um 1800 | Baugeschichtlich, hausgeschichtlich und sozialgeschichtlich von Bedeutung, ein Umgebindehaus | 09272873 |
| Direkt Bild zu diesem Denkmal hochladen | Scheune eines ehemaligen Kleinbauernhofes (zu Nr. 29 gehörend)            | Dorfstraße 29 (Karte)    | Vermutlich 18. Jahrhundert | Baugeschichtlich und wirtschaftsgeschichtlich von Bedeutung, ein Fachwerkbau | 09272871 |
|                                         | Wohnhaus (Umgebinde)                                                      | Dorfstraße 31 (Karte)    | Vermutlich nach 1700 | Baugeschichtlich, hausgeschichtlich und sozialgeschichtlich von Bedeutung, ein ortsbildprägendes Umgebindehaus | 09272869 |
| Weitere Bilder                          | Wohnstallhaus (Umgebinde) mit abgewinkeltem Scheunentrakt                 | Dorfstraße 32 (Karte)    | Vermutlich 1. Hälfte 18. Jahrhundert | Baugeschichtlich, hausgeschichtlich und sozialgeschichtlich von Bedeutung, ein Umgebindehaus | 09272868 |

## Tabellenlegende
- Bild: Bild des Kulturdenkmals, ggf. zusätzlich mit einem Link zu weiteren Fotos des Kulturdenkmals im Medienarchiv Wikimedia Commons. Wenn man auf das Kamerasymbol klickt, können Fotos zu Kulturdenkmalen aus dieser Liste hochgeladen werden:
- Bezeichnung: Denkmalgeschützte Objekte und ggf. Bauwerksname des Kulturdenkmals
- Lage: Straßenname und Hausnummer oder Flurstücknummer des Kulturdenkmals. Die Grundsortierung der Liste erfolgt nach dieser Adresse. Der Link (Karte) führt zu verschiedenen Kartendiensten mit der Position des Kulturdenkmals. Fehlt dieser Link, wurden die Koordinaten noch nicht eingetragen. Sind diese bekannt, können sie über ein Tool mit einer Kartenansicht einfach nachgetragen werden. In dieser Kartenansicht sind Kulturdenkmale ohne Koordinaten mit einem roten bzw. orangen Marker dargestellt und können durch Verschieben auf die richtige Position in der Karte mit Koordinaten versehen werden. Kulturdenkmale ohne Bild sind an einem blauen bzw. roten Marker erkennbar.
- Datierung: Baubeginn, Fertigstellung, Datum der Erstnennung oder grobe zeitliche Einordnung entsprechend des Eintrags in der sächsischen Denkmaldatenbank
- Beschreibung: Kurzcharakteristik des Kulturdenkmals entsprechend des Eintrags in der sächsischen Denkmaldatenbank, ggf. ergänzt durch die dort nur selten veröffentlichten Erfassungstexte oder zusätzliche Informationen
- ID: Vom Landesamt für Denkmalpflege Sachsen vergebene, das Kulturdenkmal eindeutig identifizierende Objekt-Nummer. Der Link führt zum PDF-Denkmaldokument des Landesamtes für Denkmalpflege Sachsen. Bei ehemaligen Kulturdenkmalen können die Objektnummern unbekannt sein und deshalb fehlen bzw. die Links von aus der Datenbank entfernten Objektnummern ins Leere führen. Ein ggf. vorhandenes Icon  führt zu den Angaben des Kulturdenkmals bei Wikidata.